# E3 Харелбеке 2016
E3 Харелбеке 2016 — 59-я однодневная гонка и 6-я в Мировом Туре UCI 2016 года, стартовала ,как всегда в пятницу, 25 марта 2016 года в Харелбеке (Бельгия). В этом году титульным спонсором гонки стал банк «Record Bank», поэтому официальное название гонки звучит так: «Record Bank E3 Harelbeke». Главным украшением гонки станут брусчатые дороги Восточной Фландрии. Прошлогодний победитель Герайнт Томас из команды Team Sky не примет участия в гонке. Победителем гонки, переиграв на финише своего соперника Петера Сагана, стал Михал Квятковский из команды Team Sky.

## Маршрут
Гонка стартует и финиширует в Харелбеке, гонщикам придётся проехать 206,4 километра и скорее всего всё закончиться непредсказуемым спринтерским финишем на последних метрах трассы.

## Команды участники
В гонке примут участие 25 команд (18 UCI WorldTeams, 7 UCI Professional Continental teams), представивших по 8 гонщиков. Общее количество вышедших на старт 200 райдеров.
UCI WorldTeams
| - AG2R La Mondiale - Astana Pro Team - BMC Racing Team - Etixx-Quick Step - FDJ | - IAM Cycling - Lampre-Merida - Lotto Soudal - Movistar Team - Orica-GreenEDGE | - Cannondale - Team Giant-Alpecin - Team Katusha - Lotto NL-Jumbo - Dimension Data | - Team Sky - Tinkoff - Trek-Segafredo |

UCI Professional Continental teams
| - Topsport Vlaanderen-Baloise - Wanty-Groupe Gobert | - Bora-Argon 18 - Southeast–Venezuela | - Fortuneo–Vital Concept - Direct Énergie | - Roompot–Oranje Peloton |

## Российские участники
Team Katusha : Владимир Исайчев (сход), Вячеслав Кузнецов (сход), Сергей Лагутин (сход), Александр Порсев (96)
 Tinkoff : Николай Трусов (сход)

## Результаты
|    | Гонщик                  | Команда         | Время      |
| -- | ----------------------- | --------------- | ---------- |
| 1  | Михал Квятковский (POL) | Team Sky        | 4h 49' 34" |
| 2  | Петер Саган (SVK)       | Tinkoff         | + 4"       |
| 3  | Иан Станнард (GBR)      | Team Sky        | + 11"      |
| 4  | Фабиан Канчеллара (SUI) | Trek-Segafredo  | + 11"      |
| 5  | Яспер Стёйвен (BEL)     | Trek-Segafredo  | + 11"      |
| 6  | Ларс Боом (NED)         | Astana Pro Team | + 11"      |
| 7  | Тиш Бенот (BEL)         | Lotto Soudal    | + 11"      |
| 8  | Сеп Ванмарке (BEL)      | Lotto NL-Jumbo  | + 11"      |
| 9  | Джемпи Друкер (LUX)     | BMC Racing Team | + 11"      |
| 10 | Даниэль Осс (ITA)       | BMC Racing Team | + 11"      |